# Kiō
Kiō (棋王 Kiō?) es uno de los siete títulos del shōgi profesional japonés. El nombre significa "rey (王) del shōgi (棋)".
El torneo comenzó en 1974 y fue ascendido a uno de los grandes torneos en 1975. El campeonato tiene lugar en fin de cada año, el final - en febrero y marzo de año seguigo.
El aspirante al título queda determinado por el resultado de dos rondas preliminares. En la segunda ronda, los que perdieron las semifinales y la final pueden jugar partidas de consolación, tras lo cual los ganadores de la final y la final de consolación avanzan a las rondas de eliminación directa, que consta de dos encuentros. El ganador de la final de consolación debe ganar dos partidas para ser el aspirante, mientras que al ganador de la final le basta con ganar una de las dos.
En la final, el jugador que gane tres partidas de un total de cinco será el nuevo campeón del título Kiō.

## Kiō honorífico
El Kiō Honorífico es el título otorgado a un jugador que haya ganado el campeonato cinco veces consecutivas. A fecha de 2008, el único jugador que ha logrado el Kiō honorífico es Yoshiharu Habu.